# Platyptilia spicula
Platyptilia spicula là một loài bướm đêm thuộc họ Pterophoridae. Loài này có ở Surinam.
Sải cánh dài khoảng 22 mm. Con trưởng thành bay vào tháng 5.